# Étoile Filante Ouagadougou
Étoile Filante Ouagadougou este un club de fotbal din Burkina Faso, care evoluează în prima ligă. Joacă meciurile de acasă pe Stade du 4-Août din Ouagadougou. Culorile echipei sunt albastru și alb. Este echipa care a câștigat de cele mai multe ori campionatul din Burkina Faso

## Palmares

### Domestic
- Campionatul de fotbal din Burkina Faso: 12

1962, 1965, 1985, 1986, 1988, 1990, 1991, 1992, 1993, 1994, 2001, 2008
- Cupa Burkina Faso: 20

1963, 1964, 1965, 1968, 1970, 1972, 1975, 1976, 1985, 1988, 1990, 1992, 1993, 1996, 1999, 2000, 2001, 2003, 2006, 2008
- Burkinabé Leaders Cup: 2

1991, 1999
- Super Cupa Burkina Faso: 5

1993/94, 1995/96, 1998/99, 2002/03, 2005/06

### Competiții inter-cluburi
- Liga Campionilor Africii:

2002 - Prima rundă
2009 - Prima rundă
- Cupa Campionilor Africani: 8 apariții

1966: Prima rundă
1986: Prima rundă
1989: Prima rundă
1991: Prima rundă
1992: Prima rundă
1993: Prima rundă
1994: Prima rundă
1995: Prima rundă
- Cupa Confederației CAF: 2 apariții

2004 - Prima rundă
2007 - Runda secundă
- Cupa CAF: 3 apariții

1996 - Prima rundă
1999 - Sferturi de finală
2003 - Prima rundă
- Cupa Cupelor CAF: 2 apariții

1997 - Prima rundă
2000 - Prima rundă